# Williamsocoris
Williamsocoris is een geslacht van wantsen uit de familie van de Schizopteridae. Het geslacht werd voor het eerst wetenschappelijk beschreven door Diego L. Carpintero en Pablo M. Dellapé  in 2006.

## Soorten
Het genus is monotypisch en bevat alleen de volgende soort:

- Williamsocoris ornatus Carpintero & Dellapé, 2006